# يابو (هيوغو)
مدينة يابو (بالإنجليزية: Yabu)‏ هي أحد المدن التابعة لمحافظة هيوغو. تأسست رسميًا في 01/04/2004. ويقدر عدد سكانها بـ 27428 نسمة حسب تقدير مكتب الإحصاء الياباني لعام 2012. تبلغ مساحة يابو 422.78 كم2. بكثافة سكانية تبلغ 64.9 نسمة/كم2.